# Paracycling-Bahnweltmeisterschaften 2023

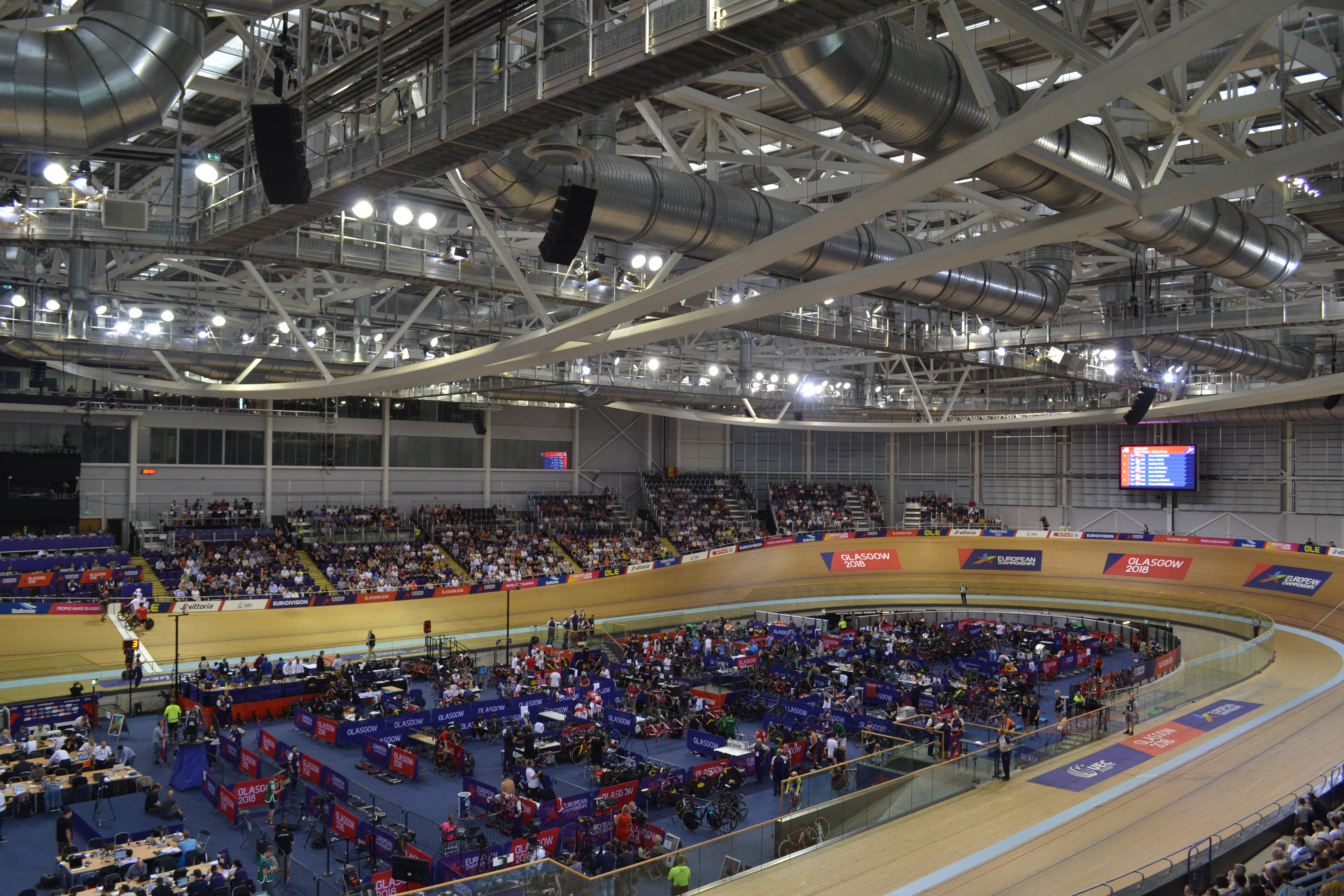
Innenraum des Sir Chris Hoy Velodrome (2018)

Die Paracycling-Bahnweltmeisterschaften 2023 fanden vom 2. bis 8. August im britischen Glasgow statt. Sie waren Teil der Radsport-Weltmeisterschaften 2023 und bildeten ein gemeinsames Programm mit den Bahn-Weltmeisterschaften. Die Wettkämpfe wurden im Sir Chris Hoy Velodrome ausgetragen. Im Anschluss fanden die Paracycling-Straßenweltmeisterschaften 2023 statt.

## Programm
Das Wettbewerbs-Programm war im Vergleich zum Vorjahr unverändert. Die Wettbewerbe wurden nach Paracycling-Leistungsklassen mit Tandems (Klasse B) und Bahnrädern (Klassen C1 bis C5) ausgetragen, und zwar für Frauen (WB/WC) und Männer (MB/MC). Für Tandems gab es die Disziplinen Sprint, Zeitfahren und Einerverfolgung. Für Bahnräder gab es Zeitfahren, Einerverfolgung, Scratch und Omnium. Dazu gab es jeweils einen Mixed-Teamsprint in beiden Klassen. Einträge mit Stern (*) bedeuten zugleich ein Finale im Omnium.
| Datum                 | Zeitfahren        | Einerverfolgung        | Scratch          | Sprint | Teamsprint |
| --------------------- | ----------------- | ---------------------- | ---------------- | ------ | ---------- |
| Mittwoch, 2. August   |                   | Qualifikation          |                  |        |            |
| Donnerstag, 3. August | WB, WC5           | MB, MC1, MC2, WC3, MC4 | MC5              |        |            |
| Freitag, 4. August    | MB, WC1, MC3, MC4 | WB, WC2                | WC4              |        |            |
| Sonnabend, 5. August  | MC1, MC5          | WC5                    | MC2, MC3         |        |            |
| Sonntag, 6. August    | WC2, WC4          | WC1, MC3*              | MC4*             | WB     |            |
| Montag, 7. August     | MC2*, WC3         | WC4*, MC5*             | MC1*, WC5*       | MB     |            |
| Dienstag, 8. August   |                   |                        | WC1*, WC2*, WC3* |        | B, C       |

## Aufgebote

### Bund Deutscher Radfahrer
Frauen
- Maike Hausberger, Vanessa Laws

Männer
- Fabian Döring, Robert Förstemann, Jakob Klinge, Manuel Korber, Thomas Schäfer, Pierre Senska, Thomas Ulbricht

### Swiss Cycling
Frauen
- Flurina Rigling, Kaya Kern, Franziska Matile-Dörig

Männer
- Fabio Bernasconi, Roger Bolliger, Laurent Garnier, Timothy Zemp

### Cycling Austria
Frauen
- Yvonne Marzinke

Männer
- Dietmar Hintringer, Franz-Josef Lässer, Andreas Zirkl

## Resultate

### Klasse B

#### Sprint
| #          | Fahrerin/Pilotin                  | Land |
| ---------- | --------------------------------- | ---- |
| Frauen – B |                                   |      |
|            | Sophie Unwin / Jenny Holl         | GBR  |
|            | Jessica Gallagher / Caitlin Ward  | AUS  |
|            | Hannah Chadwick / Skyler Espinoza | USA  |

| #          | Fahrer/Pilot                          | Land |
| ---------- | ------------------------------------- | ---- |
| Männer – B |                                       |      |
|            | Neil Fachie / Matthew Rotherham       | GBR  |
|            | Thomas Ulbricht / Robert Förstemann   | GER  |
|            | Raphaël Beaugillet / Quentin Caleyron | FRA  |

#### Zeitfahren
| #                    | Fahrerin/Pilotin                 | Land | Zeit (min) |
| -------------------- | -------------------------------- | ---- | ---------- |
| Frauen – WB (1000 m) |                                  |      |            |
|                      | Sophie Unwin / Jenny Holl        | GBR  | 1:08,302   |
|                      | Jessica Gallagher / Caitlin Ward | AUS  | 1:08,362   |
|                      | Elizabeth Jordan / Amy Cole      | GBR  | 1:08,429   |

| #                    | Fahrer/Pilot                        | Land | Zeit (min) |
| -------------------- | ----------------------------------- | ---- | ---------- |
| Männer – MB (1000 m) |                                     |      |            |
|                      | Neil Fachie / Matthew Rotherham     | GBR  | 1:00,287   |
|                      | James Ball / Steffan Lloyd          | GBR  | 1:00,329   |
|                      | Thomas Ulbricht / Robert Förstemann | GER  | 1:01,180   |

#### Verfolgung
| #                    | Fahrerin/Pilotin                     | Land | Zeit (min) |
| -------------------- | ------------------------------------ | ---- | ---------- |
| Frauen – WB (3000 m) |                                      |      |            |
|                      | Sophie Unwin / Jenny Holl            | GBR  | 3:22,513 G |
|                      | Lora Fachie / Corrine Hall           | GBR  | 3:25,216 G |
|                      | Katie-George Dunlevy / Eve McCrystal | IRL  | 3:28,792 B |

| #                    | Fahrer/Pilot                         | Land | Zeit (min) |
| -------------------- | ------------------------------------ | ---- | ---------- |
| Männer – MB (4000 m) |                                      |      |            |
|                      | Tristan Bangma / Patrick Bos         | NED  |            |
|                      | Alexandre Lloveras / Louis Pijourlet | FRA  | OVL        |
|                      | Stephen Bate / Christopher Latham    | GBR  | 4:05,734 B |

- Legende: „G“ = Zeit aus dem Finale um Gold; „B“ = Zeit aus dem Finale um Bronze

#### Teamsprint (Mixed) B
| #                       | Fahrer(in)/Pilot(in)                                                                                          | Land | Zeit (s) |
| ----------------------- | --- | ---- | -------- |
| Männer/Frauen B (750 m) | |      |          |
|                         | Neil Fachie / Matthew Rotherham Elizabeth Jordan / Amy Cole                                                   | GBR  | 49,992 G |
|                         | Chiara Colombo / Elena Bissolati Stefano Meroni / Francesco Ceci                                              | ITA  | 51,264 G |
|                         | Nur Suraiya Muhamad Zamri / Farina Shawati Mohd Adnan Mohd Khairul Hazwan Wahab / Muhammad Khairul Adha Rasol | MAS  | 51,393 B |

### Klasse C

#### Zeitfahren
| #                    | Fahrerin              | Land | Zeit (s)  |
| -------------------- | --------------------- | ---- | --------- |
| Frauen – WC1 (500 m) |                       |      |           |
|                      | Qian Wangwei          | CHN  | 41,113 WR |
|                      | Frances Brown         | GBR  | 43,445    |
|                      | Yang Jiafan           | CHN  | 46,153    |
| Frauen – WC2 (500 m) |                       |      |           |
|                      | Amanda Reid           | AUS  | 38,378    |
|                      | Song Zhenling         | CHN  | 42,318    |
|                      | Maike Hausberger      | GER  | 42,804    |
| Frauen – WC3 (500 m) |                       |      |           |
|                      | Keiko Sugiura         | JPN  | 39,184    |
|                      | Aniek van den Aarssen | NED  | 40,086    |
|                      | Mel Pemble            | CAN  | 41,404    |
| Frauen – WC4 (500 m) |                       |      |           |
|                      | Kadeena Cox           | GBR  | 35,961    |
|                      | Kate O’Brien          | CAN  | 38,136    |
|                      | Erin Normoyle         | AUS  | 38,297    |
| Frauen – WC5 (500 m) |                       |      |           |
|                      | Caroline Groot        | NED  | 37,252    |
|                      | Marie Patouillet      | FRA  | 37,367    |
|                      | Nicole Murray         | NZL  | 37,891    |

| #                     | Fahrer             | Land | Zeit (min) |
| --------------------- | ------------------ | ---- | ---------- |
| Männer – MC1 (1000 m) |                    |      |            |
|                       | Sam Ruddock        | GBR  | 1:12,210   |
|                       | Liang Weicong      | CHN  | 1:12,529   |
|                       | Li Changyu         | CHN  | 1:13,032   |
| Männer – MC2 (1000 m) |                    |      |            |
|                       | Alexandre Léauté   | FRA  | 1:09,947   |
|                       | Shota Kawamoto     | JPN  | 1:10,700   |
|                       | Gordon Allan       | AUS  | 1:11,445   |
| Männer – MC3 (1000 m) |                    |      |            |
|                       | Jaco Van Gass      | GBR  | 1:06,187   |
|                       | Finlay Graham      | GBR  | 1:06,450   |
|                       | Devon Briggs       | NZL  | 1:06,831   |
| Männer – MC4 (1000 m) |                    |      |            |
|                       | Jody Cundy         | GBR  | 1:03,468   |
|                       | Michael Shippley   | AUS  | 1:04,813   |
|                       | Wu Guoqing         | CHN  | 1:05,808   |
| Männer – MC5 (1000 m) |                    |      |            |
|                       | Blaine Hunt        | GBR  | 1:03,341   |
|                       | Christopher Murphy | USA  | 1:04,766   |
|                       | Niels Verschaeren  | BEL  | 1:05,346   |

#### Verfolgung
| #                     | Fahrerin              | Land | Zeit (min)  |
| --------------------- | --------------------- | ---- | ----------- |
| Frauen – WC1 (3000 m) |                       |      |             |
|                       | Frances Brown         | GBR  | 4:10,941 WR |
|                       | Qian Wangwei          | CHN  | 4:17,074 G  |
|                       | Yang Jiafan           | CHN  | 4:43,109 B  |
| Frauen – WC2 (3000 m) |                       |      |             |
|                       | Flurina Rigling       | SUI  | 3:52,887 G  |
|                       | Daphne Schrager       | GBR  | 3:56,189 G  |
|                       | Amanda Reid           | AUS  | 4:06,494 B  |
| Frauen – WC3 (3000 m) |                       |      |             |
|                       | Keiko Sugiura         | JPN  | 3:56,949 G  |
|                       | Aniek van den Aarssen | NED  | 4:03,329 G  |
|                       | Paige Greco           | AUS  | 3:56,929 B  |
| Frauen – WC4 (3000 m) |                       |      |             |
|                       | Emily Petricola       | AUS  | 3:42,732 G  |
|                       | Keely Shaw            | CAN  | 3:50,004 G  |
|                       | Samantha Bosco        | USA  | 3:48.602 B  |
| Frauen – WC5 (3000 m) |                       |      |             |
|                       | Heidi Gaugain         | FRA  | 3:39,966 G  |
|                       | Nicole Murray         | NZL  | 3:41,734 G  |
|                       | Claudia Cretti        | ITA  | 3:43,269 B  |

| #                     | Fahrer              | Land | Zeit (min) |
| --------------------- | ------------------- | ---- | ---------- |
| Männer – MC1 (3000 m) |                     |      |            |
|                       | Li Zhangyu          | CHN  | 3:42,605 G |
|                       | Ricardo Ten Argilés | ESP  | 3:43,413 G |
|                       | Weicong Liang       | CHN  | 3:48,720 B |
| Männer – MC2 (3000 m) |                     |      |            |
|                       | Alexandre Léauté    | FRA  |            |
|                       | Darren Hicks        | AUS  | OVL        |
|                       | Shota Kawamoto      | JPN  |            |
| Männer – MC3 (3000 m) |                     |      |            |
|                       | Finlay Graham       | GBR  | 3:19,946 G |
|                       | Jaco Van Gass       | GBR  | 3:25,053 G |
|                       | Devon Briggs        | NZL  | 3:27,293 B |
| Männer – MC4 (4000 m) |                     |      |            |
|                       | Kévin Le Cunff      | FRA  | 4:31,117 G |
|                       | Jozef Metelka       | SVK  | 4:35,227 G |
|                       | Ronan Grimes        | IRL  | 4:34,015 B |
| Männer – MC5 (4000 m) |                     |      |            |
|                       | Jehor Dementjew     | UKR  | 4:26,885 G |
|                       | Martin van de Pol   | NED  | 4:31,498 G |
|                       | Dorian Foulon       | FRA  | 4:28,321 B |

- Legende: „G“ = Zeit aus dem Finale um Gold; „B“ = Zeit aus dem Finale um Bronze

#### Scratch
| #                     | Fahrerin               | Land |
| --------------------- | ---------------------- | ---- |
| Frauen – WC 1 (10 km) |                        |      |
|                       | Frances Brown          | GBR  |
|                       | Qian Wangwei           | CHN  |
|                       | Yang Jiafan            | CHN  |
| Frauen – WC 2 (10 km) |                        |      |
|                       | Maike Hausberger       | GER  |
|                       | Amanda Reid            | AUS  |
|                       | Flurina Rigling        | SUI  |
| Frauen – WC 3 (10 km) |                        |      |
|                       | Wang Xiaomei           | CHN  |
|                       | Mel Pemble             | CAN  |
|                       | Richael Timothy        | IRL  |
| Frauen – WC 4 (10 km) |                        |      |
|                       | Li Xiaohui             | CHN  |
|                       | Franziska Matile-Dörig | SUI  |
|                       | Samantha Bosco         | USA  |
| Frauen – WC 5 (10 km) |                        |      |
|                       | Alana Forster          | AUS  |
|                       | Claudia Cretti         | ITA  |
|                       | Paula Ossa             | COL  |

| #                     | Fahrer               | Land |
| --------------------- | -------------------- | ---- |
| Männer – MC1 (15 km)  |                      |      |
|                       | Ricardo Ten Argilés  | ESP  |
|                       | Pierre Senska        | GER  |
|                       | Aaron Keith          | USA  |
| Männer – MC2 (15 km)  |                      |      |
|                       | Florian Chapeau      | FRA  |
|                       | Maurice Eckhard      | ESP  |
|                       | Alexandre Léauté     | FRA  |
| Männer – MC 3 (15 km) |                      |      |
|                       | Jaco Van Gass        | GBR  |
|                       | Finlay Graham        | GBR  |
|                       | Devon Briggs         | NZL  |
| Männer – MC 4 (15 km) |                      |      |
|                       | Archie Atkinson      | GBR  |
|                       | Benjamin Westenberg  | NZL  |
|                       | Ronan Grimes         | IRL  |
| Männer – MC 5 (15 km) |                      |      |
|                       | Daniel Abraham Gebru | NED  |
|                       | Jehor Dementjew      | UKR  |
|                       | Lauro Chaman         | BRA  |

#### Omnium
| #             | Fahrerin               | Land | Punkte |
| ------------- | ---------------------- | ---- | ------ |
| Frauen – WC 1 |                        |      |        |
|               | Frances Brown          | GBR  | 156    |
|               | Qian Wangwei           | CHN  | 156    |
|               | Yang Jiafan            | CHN  | 144    |
| Frauen – WC 2 |                        |      |        |
|               | Amanda Reid            | AUS  | 152    |
|               | Flurina Rigling        | SUI  | 148    |
|               | Maike Hausberger       | GER  | 140    |
| Frauen – WC 3 |                        |      |        |
|               | Mel Pemble             | CAN  | 154    |
|               | Aniek van den Aarssen  | NED  | 154    |
|               | Richael Timothy        | IRL  | 148    |
| Frauen – WC 4 |                        |      |        |
|               | Anna Grace Taylor      | NZL  | 148    |
|               | Samantha Bosco         | USA  | 144    |
|               | Franziska Matile-Dörig | SUI  | 142    |
| Frauen – WC 5 |                        |      |        |
|               | Nicole Murray          | NZL  | 146    |
|               | Claudia Cretti         | ITA  | 144    |
|               | Marie Patouillet       | FRA  | 144    |

| #             | Fahrer              | Land | Punkte |
| ------------- | ------------------- | ---- | ------ |
| Männer – MC1  |                     |      |        |
|               | Ricardo Ten Argilés | ESP  | 152    |
|               | Liang Weicong       | CHN  | 150    |
|               | Sam Ruddock         | GBR  | 148    |
| Männer – MC2  |                     |      |        |
|               | Alexandre Léauté    | FRA  | 156    |
|               | Shota Kawamoto      | JPN  | 132    |
|               | Florian Chapeau     | FRA  | 128    |
| Männer – MC 3 |                     |      |        |
|               | Jaco Van Gass       | GBR  | 156    |
|               | Finlay Graham       | GBR  | 152    |
|               | Devon Briggs        | NZL  | 148    |
| Männer – MC 4 |                     |      |        |
|               | Kévin Le Cunff      | FRA  | 136    |
|               | Jozef Metelka       | SVK  | 136    |
|               | Benjamin Westenberg | NZL  | 132    |
| Männer – MC 5 |                     |      |        |
|               | Jehor Dementjew     | UKR  | 138    |
|               | Franz-Josef Lässer  | AUT  | 130    |
|               | Lauro Chaman        | BRA  | 128    |

#### Teamsprint
| #                          | Fahrer(innen)                                                    | Land | Zeit (s) |
| -------------------------- | ---------------------------------------------------------------- | ---- | -------- |
| Frauen/Männer C1–5 (750 m) |                                                                  |      |          |
|                            | Lai Shanzhang / Li Zhangyu / Wu Guoqing / Tan Zeqiang            | CHN  | 47,914   |
|                            | Kadeena Cox / Jody Cundy / Jaco Van Gass                         | GBR  | 48,251   |
|                            | Alfonso Cabello / Pablo Jaramillo Gallardo / Ricardo Ten Argilés | ESP  | 49,579   |

## Medaillenspiegel
| Platz  | Land                | Gold | Silber | Bronze | Gesamt |
| ------ | ------------------- | ---- | ------ | ------ | ------ |
| 1      | Großbritannien      | 18   | 9      | 3      | 30     |
| 2      | Frankreich          | 7    | 2      | 5      | 14     |
| 3      | Volksrepublik China | 5    | 6      | 7      | 18     |
| 4      | Australien          | 4    | 5      | 4      | 13     |
| 5      | Niederlande         | 3    | 4      | 0      | 7      |
| 6      | Neuseeland          | 2    | 2      | 6      | 10     |
| 7      | Japan               | 2    | 2      | 1      | 5      |
| 7      | Spanien             | 2    | 2      | 1      | 5      |
| 9      | Ukraine             | 2    | 1      | 0      | 3      |
| 10     | Kanada              | 1    | 3      | 1      | 5      |
| 11     | Deutschland         | 1    | 2      | 3      | 6      |
| 12     | Schweiz             | 1    | 2      | 2      | 5      |
| 13     | Italien             | 0    | 3      | 1      | 4      |
| 14     | Vereinigte Staaten  | 0    | 2      | 4      | 6      |
| 15     | Slowakei            | 0    | 2      | 0      | 2      |
| 16     | Österreich          | 0    | 1      | 0      | 1      |
| 17     | Irland              | 0    | 0      | 5      | 5      |
| 18     | Brasilien           | 0    | 0      | 2      | 2      |
| 19     | Belgien             | 0    | 0      | 1      | 1      |
| 19     | Kolumbien           | 0    | 0      | 1      | 1      |
| 19     | Malaysia            | 0    | 0      | 1      | 1      |
| Gesamt | Gesamt              | 48   | 48     | 48     | 144    |